# Mitchell te Vrede
Mitchell te Vrede (Amstelveen, 7 agosto 1991) è un calciatore olandese naturalizzato surinamese, attaccante svincolato.

## Carriera

### Club
Debutta il 5 agosto 2011 nella sconfitta in casa per 0-2 contro il Feyenoord venendo sostituito al 72' da Darren Maatsen. Segna il suo primo gol il 28 agosto 2011 nella sconfitta in trasferta per 6-1 contro il PSV Eindhoven al 39' su assist di Leen van Steensel.
Dopo aver militato in vari club olandesi, quali Excelsior, Heerenveen, ma soprattutto Feyenoord, il giocatore passa, nell'estate 2017, in serie B turca, precisamente al Boluspor. Tuttavia, la parentesi turca dura soltanto qualche mese in quanto, nella sessione di mercato invernale seguente, l’attaccante, da svincolato, fa il suo ritorno in Eredivisie, questa volta al NAC.

### Nazionale
Nel 2009 ha giocato una partita con la nazionale olandese Under-18.
Nel 2021 ha esordito nella nazionale maggiore surinamese.